# Lupan-3beta,20-diolna sintaza
Lupan-3beta,20-diolna sintaza (EC 4.2.1.128, LUP1 (gen)) je enzim sa sistematskim imenom (3S)-2,3-epoksi-2,3-dihidroskvalen hidrolijaza (formira lupan-3beta,20-diol). Ovaj enzim katalizuje sledeću hemijsku reakciju
lupan-3beta,20-diol {\displaystyle \rightleftharpoons } (3)-2,3-epoksi-2,3-dihidroskvalen + H2O
Ovaj reakcija se odvija u reverznom smeru.

## Literatura
- Nicholas C. Price; Lewis Stevens (1999). Fundamentals of Enzymology: The Cell and Molecular Biology of Catalytic Proteins (Third изд.). USA: Oxford University Press. ISBN 019850229X.
- Eric J. Toone (2006). Advances in Enzymology and Related Areas of Molecular Biology, Protein Evolution (Volume 75 изд.). Wiley-Interscience. ISBN 0471205036.
- Branden C; Tooze J. Introduction to Protein Structure. New York, NY: Garland Publishing. ISBN 0-8153-2305-0.
- Irwin H. Segel. Enzyme Kinetics: Behavior and Analysis of Rapid Equilibrium and Steady-State Enzyme Systems (Book 44 изд.). Wiley Classics Library. ISBN 0471303097.

## Spoljašnje veze
- Lupan-3beta,20-diol+synthase на 